# Tournoi d'échecs de Nottingham 1936
Le tournoi d'échecs de Nottingham 1936 était organisé du 10 au 28 août 1936 à l'Université de Nottingham. Il fut remporté par l'ancien champion du monde José Raúl Capablanca (de 1921 à 1927) et le futur champion du monde (en 1948) Mikhaïl Botvinnik, devant le champion du monde en titre Max Euwe (depuis 1935), ex æquo avec les prétendants au titre mondial Reuben Fine et Samuel Reshevsky, suivis des anciens champions du monde Alexandre Alekhine (de 1927 à 1935) et Emanuel Lasker (de 1894 à 1921). Ce tournoi compte parmi les plus forts de l'histoire avec la participation des huit meilleurs joueurs de l'époque et des cinq champions du monde de la première moitié du vingtième siècle.
Nottingham 1936 était le dernier tournoi auquel participait Emanuel Lasker. Ce fut le premier tournoi depuis 1912 où Alexandre Alekhine ne finit pas parmi les quatre premiers.

## Participants
Participaient au tournoi :
- quatre Britanniques : Theodore Tylor, C. H. O'D. Alexander, George Alan Thomas et William Winter ;
- l'Allemand Efim Bogoljubov ;
- l'Allemand Emanuel Lasker, champion du monde de 1894 à 1921 et installé en Union soviétique ;
- les Américains Reuben Fine et Samuel Reshevsky ;
- le Cubain José Raúl Capablanca, champion du monde de 1921 à 1927  ;
- le Français Alexandre Alekhine, champion du monde de 1927 à 1935 ;
- le Néerlandais Max Euwe, champion du monde depuis 1935 ;
- le Polonais Xavier Tartakover ;
- le Soviétique Mikhaïl Botvinnik, futur champion du monde ;
- le Tchécoslovaque Salo Flohr ;
- le Yougoslave Milan Vidmar.

Étaient absents Paul Keres et Andor Lilienthal.

## Organisation
Le tournoi était organisé en tournoi toutes rondes : chaque joueur affrontait chacun de ses adversaires une fois.

## Classement final
- 1.-2. José Raúl Capablanca (+7 −1 =6) et Mikhaïl Botvinnik (+6 =8) : 10 / 14, remportèrent 175 £ (premier et deuxième prix : 200 £ + 150 £).
- 3.-5. Max Euwe, Reuben Fine (+5 =9) et Samuel Reshevsky (+6 −1 =7) : 9,5 / 14, se partagèrent les troisième et quatrième prix (100 £ + 75 £).
- 6. Alexandre Alekhine : 9 / 14
- 7.-8. Emanuel Lasker et Salo Flohr : 8,5 / 14
- 9. Milan Vidmar : 6 / 14
- 10.-11. Efim Bogoljubov et Xavier Tartakover : 5,5 / 14
- 12. Theodore Tylor : 4,5
- 13. C. H. O'D. Alexander : 3,5
- 14. George Alan Thomas : 3
- 15. William Winter : 2

## Résultats
La table du tournoi est donnée selon le livre du tournoi, repris par Di Felice :
| Rang    | Joueur               | Botv. | Capa. | Euwe | Fine | Resh. | Alekh. | Flohr | Lasker | Vidm. | Bogo. | Tart. | Tylor | Alex. | Tho. | Wint. | Total |
| ------- | -------------------- | ----- | ----- | ---- | ---- | ----- | ------ | ----- | ------ | ----- | ----- | ----- | ----- | ----- | ---- | ----- | ----- |
| 1.-2.   | Mikhaïl Botvinnik    | X     | =     | =    | =    | =     | =      | =     | =      | 1     | 1     | 1     | 1     | 1     | 1    | =     | 10    |
| 1.-2.   | José Raúl Capablanca | =     | X     | =    | =    | 1     | 1      | 0     | =      | 1     | =     | =     | 1     | 1     | 1    | 1     | 10    |
| 3.-5.   | Max Euwe             | =     | =     | x    | =    | 1     | 0      | =     | 0      | 1     | =     | 1     | 1     | 1     | 1    | 1     | 9,5   |
| 3.-5.   | Reuben Fine          | =     | =     | =    | x    | =     | =      | =     | 1      | =     | 1     | =     | 1     | 1     | =    | 1     | 9,5   |
| 3.-5.   | Samuel Reshevsky     | =     | 0     | 0    | =    | x     | 1      | =     | 1      | 1     | 1     | =     | 1     | 1     | 1    | =     | 9,5   |
| 6       | Alexandre Alekhine   | =     | 0     | 1    | =    | 0     | x      | 1     | =      | =     | 1     | 1     | =     | 1     | =    | 1     | 9     |
| 7.-8.   | Salo Flohr           | =     | 1     | =    | =    | =     | 0      | x     | 1      | 1     | 1     | =     | 0     | 0     | 1    | 1     | 8,5   |
| 7.-8.   | Emanuel Lasker       | =     | =     | 1    | 0    | 0     | =      | 0     | x      | =     | 1     | =     | 1     | 1     | 1    | 1     | 8,5   |
| 9       | Milan Vidmar         | 0     | 0     | 0    | =    | 0     | =      | 0     | =      | x     | 1     | =     | =     | 1     | =    | 1     | 6     |
| 10.-11. | Efim Bogoljubov      | 0     | =     | =    | 0    | 0     | 0      | 0     | 0      | 0     | x     | =     | 1     | 1     | 1    | 1     | 5,5   |
| 10.-11. | Xavier Tartakover    | 0     | =     | 0    | =    | =     | 0      | =     | =      | =     | =     | x     | 0     | 0     | 1    | 1     | 5,5   |
| 12      | Theodore Tylor       | 0     | 0     | 0    | 0    | 0     | =      | 1     | 0      | =     | 0     | 1     | x     | =     | =    | =     | 4,5   |
| 13      | C. H. O'D. Alexander | 0     | 0     | 0    | 0    | 0     | 0      | 1     | 0      | 0     | 0     | 1     | =     | x     | =    | =     | 3,5   |
| 14      | George Alan Thomas   | 0     | 0     | 0    | =    | 0     | =      | 0     | 0      | =     | 0     | 0     | =     | =     | x    | =     | 3     |
| 15      | William Winter       | =     | 0     | 0    | 0    | =     | 0      | 0     | 0      | 0     | 0     | 0     | =     | =     | =    | x     | 2,5   |

## Livre du tournoi
Le livre du tournoi a été écrit par Alexandre Alekhine :
- Alexandre Alekhine, The Book of the Nottingham international Chess Tournament, David McKay, Philadelphie, 1937 ; rééd. Dover, 1962